# Sieggraben
Sieggraben (ungarisch Szikra, kroatisch Sigrob) ist eine Gemeinde mit 1253 Einwohnern (Stand 1. Jänner 2025) im Bezirk Mattersburg im Burgenland in Österreich.

## Geografie

### Geografische Lage
Der Ortskern von Sieggraben liegt in einer talartigen Absenkung südlich des Sieggrabener Sattels, andere Ortsteile befinden sich größtenteils über hügeliges Gebiet verstreut. Die Sieggrabener Hügel sind Ausläufer der Buckligen Welt. Der Sieggrabener Sattel ist ein markanter geographischer Punkt und wird durch den Zusammenstoß vom Rosaliengebirge mit dem Ödenburger Gebirge gebildet. Der Ort liegt an der engsten, nur vier Kilometer breiten Stelle des Burgenlandes. Durch die Gemeinde fließt der Auwiesenbach, in den im Bereich der Trift der Mausgrabenbach mündet. Das vereinigte Gewässer fließt durch den unteren Sieggrabener Ortsteil Mühlen und trägt ab dem Zusammenfluss mit dem Siegleswiesenbach, kurz nach der Gemeindegrenze zu Kalkgruben, die Bezeichnung Sieggrabenbach, der sich südlich von Weppersdorf mit dem Schwarzenbach vereinigt und ab dort als Stooberbach weiterfließt. Der Brenntenriegel, auf dem sich ein weithin sichtbarer Mobilfunk- und Richtfunksender befindet, ist mit 606 m ü. A. die höchste Erhebung des Ödenburger Gebirges. Eine markante Erhebung ist der dem Rosaliengebirge zugehörige 650 m hohe Sieggrabener Kogel.

### Nachbargemeinden
Die Gemeinde grenzt an Mattersburg, Marz und Rohrbach bei Mattersburg im Norden, im Osten an einer schmalen Stelle an das ungarische Sopron sowie Lackenbach im Bezirk Oberpullendorf. Im Süden liegen die Orte Kalkgruben (als Katastralgemeinde von Weppersdorf) und Oberpetersdorf (als Katastralgemeinde von Kobersdorf). Im Westen liegt der niederösterreichische Ort Schwarzenbach.
Die Gemeindegrenzen zu den Nachbarorten verlaufen über weite Strecken in bewaldetem Gebiet, sodass man von Sieggraben aus nur Marz über die B 50 sowie Mattersburg über die S 31 im Norden, den zu Weppersdorf gehörigen Ort Kalkgruben im Süden und die westlich gelegene Gemeinde Schwarzenbach auf direktem Weg erreichen kann. Von der Straße nach Schwarzenbach biegt auf Sieggrabener Gemeindegebiet ein Güterweg nach Oberpetersdorf ab, das zur Gemeinde Kobersdorf gehört.
| Mattersburg (Bez. Mattersburg, Bgld.)       | Marz (Bez. Mattersburg, Bgld.)              | Rohrbach (Bez. Mattersburg, Bgld.)      |
| Schwarzenbach (Niederösterreich)            | Kompassrose, die auf Nachbargemeinden zeigt | Sopron (Ödenburg, Ungarn)               |
| Oberpetersdorf (Bez. Oberpullendorf, Bgld.) | Kalkgruben (Bez. Oberpullendorf, Bgld.)     | Lackenbach (Bez. Oberpullendorf, Bgld.) |

## Geschichte

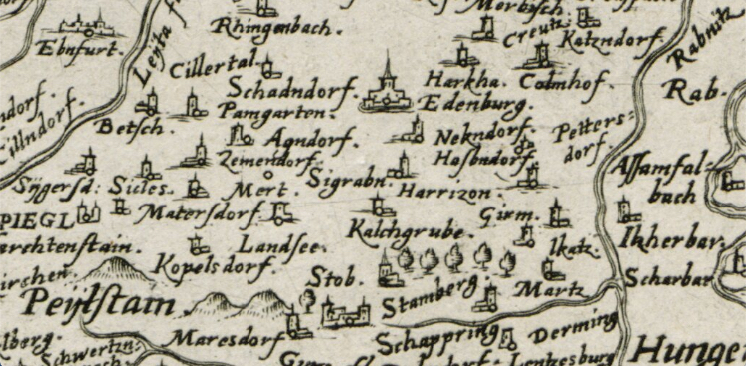
Landkarte „Austriae Ducatus Seu Pannoniae Superioris Chorographia Germana“ von Wolfgang Lazius, 1570 (Ausschnitt mit „Sigrabn“ in der Mitte)

Von einer Besiedlung in der Bronzezeit zeugt ein Gräberfeld im Sieggrabener Bahnwald, welches 1893 erstmals von dem ungarischen Gymnasiallehrer und Heimatforscher Lajos Bella aus Sopron erwähnt und zuletzt im Sommer 1980 untersucht wurde. In keltischer Zeit war das Gebiet Teil des Königreichs Noricum und gehörte zur Umgebung der keltischen Höhensiedlung Burg auf dem Schwarzenbacher Burgberg. Im Römischen Reich war das Gebiet Teil der Provinz Pannonia. Ein von Markt Sankt Martin und Weppersdorf kommender, westlich an der Sieggrabener Gemeinde- und Landesgrenze vorbeiführender Höhenweg in Richtung Forchtenstein wird als „Römerweg“ bezeichnet. Die frühesten mittelalterlichen Lebensspuren in Sieggraben gehen laut Auswertung archäologischer Funde auf die Karolingerzeit zurück.
Der Ort wurde im Jahr 1302 erstmals urkundlich als „Sykrems“ erwähnt. Allerdings wird der auf den Ort bezogene Bach bereits in der Grenzbeschreibung von Weppersdorf aus dem Jahr 1222 als „Sykrin Potok“ (auch „Sikrynpotok“ und „Scikryn Potok“) erwähnt. In der Grenzbeschreibung des Komitates Lutzmannsburg aus dem Jahr 1263 scheint dieser Bach als „Zygun Rivulus“ auf. In weiterer Folge finden sich für den Ortsnamen die Schreibweisen „Zikhremp“ (1447), „Sigkhrams“ (1500/1510), Sygrambs und Sigkrembs (1526), „Sigrabn“ (1570), Siggrabm (1589); „Csikrom“ und „Sigraben“ (1626); „Siggraben“ (1641), „Sigroben“ (1651), „Szigrab“ und „Szigraben“ (1675), „Sigraben“ (1682) sowie „Siegraben“ (in der Josephinischen Landesaufnahme 1782–1785) und „Siggraben“ (1713). Die spätere magyarische Namensform lautete bis 1921 Szikra, die kroatische Bezeichnung lautet Sigrob.

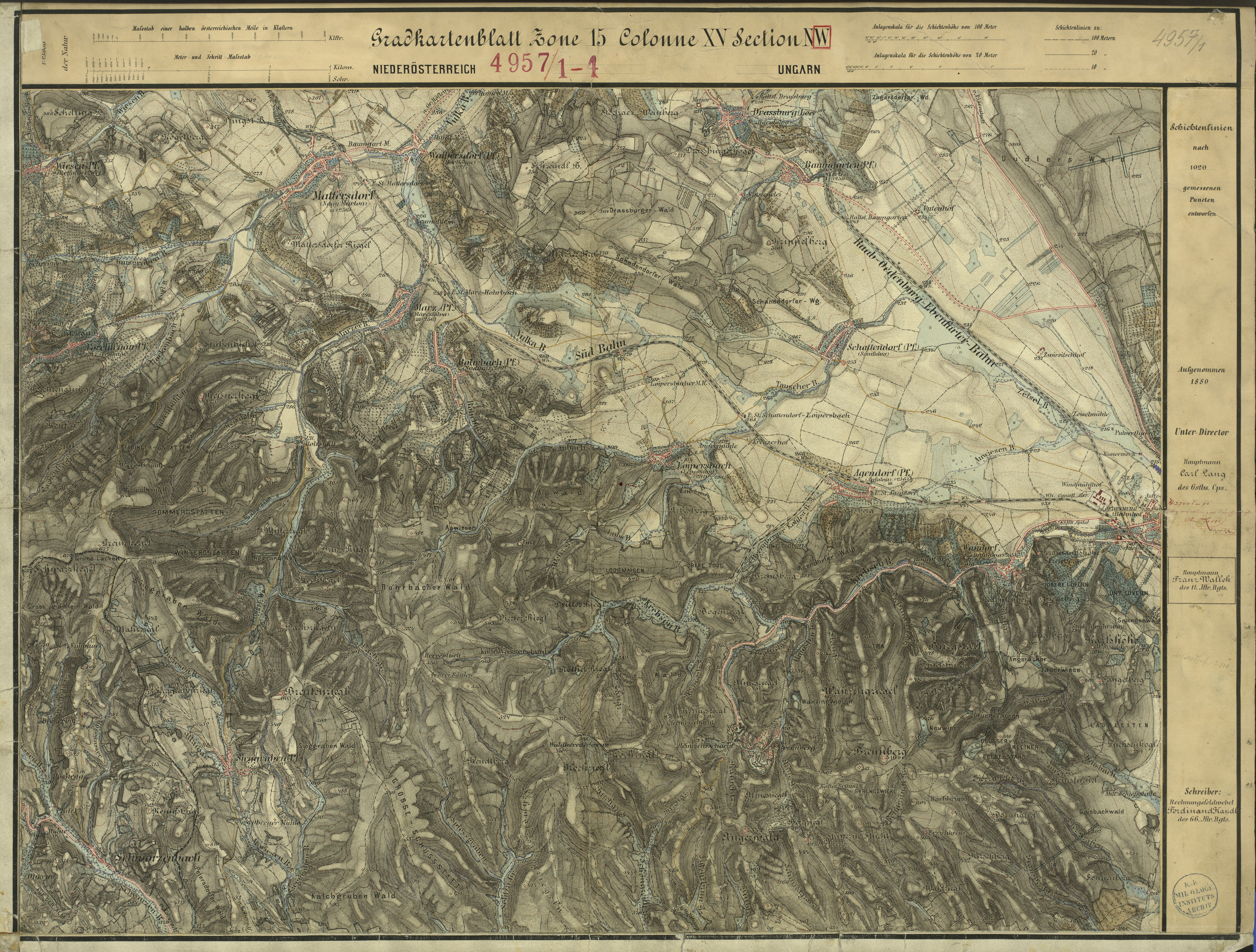
Das Gebiet von Sieggraben (links unten) und das Bergwerk Brennberg westlich von Ödenburg, um 1880 (Aufnahmeblatt der Landesaufnahme)

Die Pfarre Sieggraben wurde im Mittelalter gegründet. Die erste Pfarrkirche, deren Turm aus Holz bestand, befand sich im Friedhof, am Ortseingang. Zur Zeit der Reformation erlosch in Sieggraben das katholische Pfarrleben. Nach dem offensichtlichen Verlust der pfarrlichen Eigenständigkeit gehörte Sieggraben Ende des 16. Jahrhunderts zu Oberpetersdorf, der Urpfarre der Herrschaft Kobersdorf. Noch in der Mitte des 17. Jahrhunderts war die Bevölkerung Sieggrabens konfessionell gemischt (katholisch und evangelisch) gewesen, im Jahr 1659 war sie mehrheitlich protestantisch, ehe sie um 1660 katholisch wurde. Nachdem der Ort seit dem 17. Jahrhundert zur Pfarre Marz gehört hatte, wurde Sieggraben im Jahr 1736 wieder zur eigenständigen Pfarre erhoben.
Sieggraben gehörte seit 1302 den Grafen von Mattersdorf-Forchtenstein, später zur Herrschaft Forchtenstein, zur Herrschaft Kobersdorf und fiel schließlich 1622 in den Besitz der Fürsten von Esterházy. In den grundherrschaftlichen Urbaren des 16. und 17. Jahrhunderts sind für Sieggraben größtenteils Kleinbauern verzeichnet. Für das 16. Jahrhundert ist im Bereich des Ortsgebietes eine Kohlenmaut nachgewiesen. Im Urbar der Grafschaft Forchtenstein vom Jahr 1675 sind für Sieggraben eine Schule, ein Gemeindegasthaus und zwei Steinmühlen ausgewiesen.
Nachdem der Ort zuvor zur Grafschaft Forchtenstein gehört hatte, kam er 1738 im Zuge der Neueinteilung der Grundherrschaften der Fürsten von Esterházy zur Herrschaft Kobersdorf, wo er bis zum Ende der Feudalherrschaft im Jahr 1848 verblieb. Bei einem Feuer im Jahr 1775 wurden 30 Häuser zerstört. 1848 erfolgte die Einteilung der ungarischen Komitate in Stuhlbezirke, wodurch der Ort Ödenburg zugeteilt wurde. Durch eine weitere Änderung der Bezirke 1870/71 entstand der Bezirk Mattersburg, dem Sieggraben seither angehört.
1921 kam der Ort – wie das gesamte heutige Burgenland – aufgrund der Verträge von St. Germain und Trianon aus dem Jahr 1919 zu Österreich. Ackerbau, Viehzucht und Waldwirtschaft bildeten damals die Haupterwerbsquelle der Bevölkerung von Sieggraben, eine Anzahl der Männer war als Maurer und Zimmerleute tätig. Einen bedeutenden Stellenwert hatte im Ort die Obstkultur, vor allem Kirschen und Äpfel. Erwähnenswert sind für jene Zeit auch zwei Steinbrüche: In dem größeren wurde Sandstein und in dem kleineren Kalkstein abgebaut. Sieggrabener Bauern waren nebenher auch als Kalkbrenner tätig und boten den gebrannten Kalk im weiten Umkreis des Dorfes zum Kauf an. In der Zeit nach dem Ersten Weltkrieg erfolgte der Ausbau der Straße von Marz nach Weppersdorf, zudem wurde damals der Kraftwagenverkehr eingerichtet. Sieggraben erhielt damit auch einen verbesserten Zugang zu Mattersburg und der dortigen Bahnstation. Bereits in der Zeit zwischen den beiden Weltkriegen – und auch noch in den Jahrzehnten nach dem Zweiten Weltkrieg – kamen Gäste von auswärts (vor allem aus Wien) zur Sommerfrische in den waldreichen Ort.
Wegen der exponierten Lage des Ortes südlich vom Sieggrabener Sattel gab es im Jahr 1938 seitens der NS-Machthaber den Plan, Sieggraben verwaltungstechnisch dem politischen Kreis Oberpullendorf zuzuordnen. Nach Protesten der Ortsbewohner von Sieggraben, die geltend machten, dass die Gemeinde von alters her sinnvollerweise nach Mattersburg ausgerichtet war, dorthin auch bezüglich Früchte-Export und Arbeitskräftefluss tendiere und von dort aus zudem über einen komfortablen Eisenbahn-Anschluss nach Wien verfügt, wurde der Plan fallen gelassen. Auch nach dem Zweiten Weltkrieg blieb Sieggraben eine ausgesprochene Pendler-Gemeinde: Im Jahr 1951 pendelten von Sieggraben – bei einer Einwohnerzahl von 1276 Personen – jeden Montag rund 90 Wochenpendler nach Wien. Ab den 1950er-Jahren begann in Sieggraben zunehmend der Anbau von Erdbeeren (in Sieggraben „Ananas“ genannt) eine Rolle zu spielen. Als im Zuge des Beitritts Österreichs zur Europäischen Union am 1. Jänner 1995 vermehrt ausländische Billigimportware auf den österreichischen Markt kam, endete der jahrzehntelange Erdbeeranbau in Sieggraben.

## Wirtschaft und Infrastruktur

### Wirtschaftssektoren
Im Jahr 2010 waren von den 33 landwirtschaftlichen Betrieben 28 Nebenerwerbsbetriebe. Im Produktionssektor waren im Jahr 2011 rund je ein Drittel mit der Herstellung von Waren, im Baugewerbe und im Bergbau beschäftigt.
| Wirtschaftssektor            | Anzahl Betriebe | Anzahl Betriebe | Erwerbstätige 2) | Erwerbstätige 2) |
| Wirtschaftssektor            | 2011            | 2001            | 2011             | 2001             |
| ---------------------------- | --------------- | --------------- | ---------------- | ---------------- |
| Land- und Forstwirtschaft 1) | 33              | 40              | 11               | 11               |
| Produktion                   | 14              | 13              | 76               | 84               |
| Dienstleistung               | 57              | 47              | 128              | 155              |

1) Betriebe mit Fläche in den Jahren 2010 und 1999, 2) Erwerbstätige am Arbeitsort
| Im Jahr 2011 lebten 618 Erwerbstätige in Sieggraben. Knapp über hundert fanden eine Arbeitsstelle im Ort, über fünfhundert pendelten in andere Gemeinden aus. Aus der Umgebung pendelten 111 Personen zur Arbeit nach Sieggraben. In Sieggraben gibt es einen Kindergarten und eine Volksschule. - Straße: Durch das Gemeindegebiet verläuft die Burgenland Schnellstraße S 31. - Eisenbahn: Der nächstgelegene Bahnhof Marz-Rohrbach ist zehn Straßenkilometer von Sieggraben entfernt. Von dort gibt es regelmäßige Verbindungen nach Wiener Neustadt und Sopron. | Die zur Anzeige dieser Grafik verwendete Erweiterung wurde dauerhaft deaktiviert. Wir arbeiten aktuell daran, diese und weitere betroffene Grafiken auf ein neues Format umzustellen. (Mehr dazu) |

## Kultur und Sehenswürdigkeiten

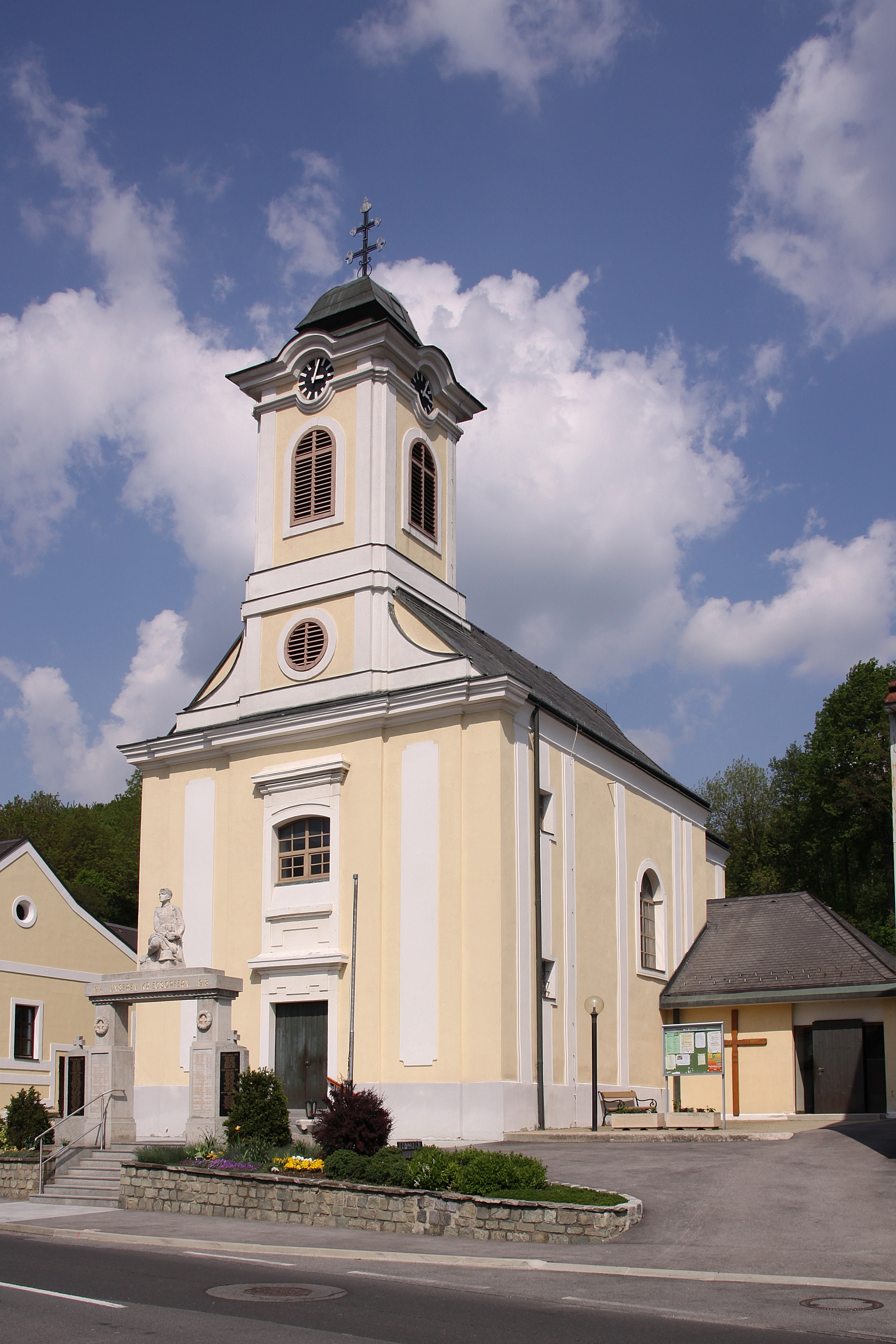
Pfarrkirche Sieggraben

- Katholische Pfarrkirche Sieggraben: 1797 errichtet, spätbarock-josephinischer Saalbau mit polygonalem Presbyterium und straßenseitiger Turmfassade. Innengestaltung: ein spätbarocker Saalraum mit Hängekuppel über quadratischem Grundriss. Erweiterungsbau 1979/80 errichtet mit abstrakter leuchtend farbiger Glasmalerei von Hannelore Knittler-Gsellmann.
- Volksschule: Erbaut 1926 bis 1929 von den Architekten Franz Kaym und Alfons Hetmanek (beide waren Schüler von Otto Wagner). Die Sieggrabener Volksschule galt zur Zeit ihrer Errichtung als eines der schönsten Schulgebäude des Burgenlandes. Im Obergeschoß befinden sich noch originale Ausstattungs-Elemente aus der Bauzeit: Deckenmalerei (Sternenhimmel mit Sternbildern) sowie Flügeltür mit bemalten Holztafeln (vier Elemente mit vier Jahreszeiten) nach Entwurf der Freien Akademikerwerkstätte Wien.[39]
- Dreifaltigkeitssäule: Errichtet 1897 an der Gabelung Hauptstraße/Riegel.
- Mariensäule: Errichtet 1925 auf Privatgrund an der Oberen Hauptstraße 49, restauriert durch die Gemeinde Sieggraben im Jahr 2016 (Postament mit Inschrift, Säule mit Weinranken- und Weintraubenrelief, darüber Blattkapitell und Marienfigur mit Kind).[40]
- Dorfbrunnen: 1998 errichteter, 2,40 Meter hoher, von dem Lackenbacher Künstler und Lehrer der Keramikfachschule Stoob Friedrich Rosner gestalteter Keramikbrunnen. Die dominierenden Farben grün und blau symbolisieren den Wald- und Wasserreichtum der Gemeinde.[41]

### Natur
- Naturräume in Sieggraben: Waldbedeckte Bergkuppen, Ödenburger Gebirge, Rosaliengebirge, artenreiche Flora und Fauna, viele Ausflugsziele, seit 1999 Naturwanderweg mit 10 Stationen
- Naturpark Rosalia-Kogelberg: 7770 Hektar groß, im Jahr 2006 offiziell von der Landesregierung als Naturpark begründet, Sieggraben ist eine der 13 Naturparkgemeinden
- Besonderheiten im landschaftlichen Ambiente im Bereich der Grenze zu Ungarn: Herrentisch (dort stoßen die Gemeindegrenzen von Sieggraben, Lackenbach, Rohrbach und Sopron aneinander – es trafen sich dort die Gemeindeherren bei den Grenzbegehungen); Grüne Lacke (Feuchtgebiet mit spezieller Flora)[42][43]
- Durch Sieggraben führen der Ostösterreichische Grenzlandweg und der Europäische Fernwanderweg E4.
- Mit einer Waldfläche von 1.167,13 Hektar und einem Anteil von 65,9 Prozent Wald an der Gesamtfläche des Gemeindegebietes (Stand 1. Jänner 2020) ist Sieggraben einer der waldreichsten Orte des Burgenlandes.[44]

## Politik

### Gemeinderat
Der Gemeinderat umfasst aufgrund der Einwohnerzahl insgesamt 19 Sitze.
| Partei          | 2022             | 2022             | 2022             | 2017             | 2017             | 2017             | 2012             | 2012             | 2012             | 2007             | 2007             | 2007             | 2002             | 2002             | 2002             | 1997             | 1997             | 1997             | 1992             | 1992             | 1992             | 1987             | 1987             | 1987             | 1982             | 1982             | 1982             |
| Partei          | Sti.             | %                | M.               | Sti.             | %                | M.               | Sti.             | %                | M.               | Sti.             | %                | M.               | Sti.             | %                | M.               | Sti.             | %                | M.               | Sti.             | %                | M.               | Sti.             | %                | M.               | Sti.             | %                | M.               |
| --------------- | ---------------- | ---------------- | ---------------- | ---------------- | ---------------- | ---------------- | ---------------- | ---------------- | ---------------- | ---------------- | ---------------- | ---------------- | ---------------- | ---------------- | ---------------- | ---------------- | ---------------- | ---------------- | ---------------- | ---------------- | ---------------- | ---------------- | ---------------- | ---------------- | ---------------- | ---------------- | ---------------- |
| ÖVP             | 497              | 51,93            | 10               | 422              | 45,23            | 9                | 530              | 58,11            | 12               | 535              | 56,32            | 11               | 492              | 54,13            | 11               | 474              | 57,95            | 11               | 431              | 51,80            | 10               | 542              | 58,85            | 9                | 452              | 53,24            | 8                |
| SPÖ             | 444              | 46,39            | 9                | 442              | 47,37            | 9                | 348              | 38,16            | 7                | 369              | 38,84            | 8                | 373              | 41,03            | 8                | 344              | 42,05            | 8                | 401              | 48,20            | 9                | 379              | 41,15            | 6                | 397              | 46,76            | 7                |
| FPÖ             | 16               | 1,67             | 0                | nicht kandidiert | nicht kandidiert | nicht kandidiert | 34               | 3,73             | 0                | 46               | 4,84             | 0                | 44               | 4,84             | 0                | nicht kandidiert | nicht kandidiert | nicht kandidiert | nicht kandidiert | nicht kandidiert | nicht kandidiert | nicht kandidiert | nicht kandidiert | nicht kandidiert | nicht kandidiert | nicht kandidiert | nicht kandidiert |
| ZS              | nicht kandidiert | nicht kandidiert | nicht kandidiert | 69               | 7,40             | 1                | nicht kandidiert | nicht kandidiert | nicht kandidiert | nicht kandidiert | nicht kandidiert | nicht kandidiert | nicht kandidiert | nicht kandidiert | nicht kandidiert | nicht kandidiert | nicht kandidiert | nicht kandidiert | nicht kandidiert | nicht kandidiert | nicht kandidiert | nicht kandidiert | nicht kandidiert | nicht kandidiert | nicht kandidiert | nicht kandidiert | nicht kandidiert |
| Wahlberechtigte | 1147             | 1147             | 1147             | 1147             | 1147             | 1147             | 1164             | 1164             | 1164             | 1175             | 1175             | 1175             | 1134             | 1134             | 1134             | 1068             | 1068             | 1068             | nicht erhoben    | nicht erhoben    | nicht erhoben    | nicht erhoben    | nicht erhoben    | nicht erhoben    | nicht erhoben    | nicht erhoben    | nicht erhoben    |
| Wahlbeteiligung | 88,75 %          | 88,75 %          | 88,75 %          | 88,40 %          | 88,40 %          | 88,40 %          | 87,37 %          | 87,37 %          | 87,37 %          | 88,60 %          | 88,60 %          | 88,60 %          | 88,98 %          | 88,98 %          | 88,98 %          | 93,54 %          | 93,54 %          | 93,54 %          | nicht erhoben    | nicht erhoben    | nicht erhoben    | nicht erhoben    | nicht erhoben    | nicht erhoben    | nicht erhoben    | nicht erhoben    | nicht erhoben    |

### Gemeindevorstand

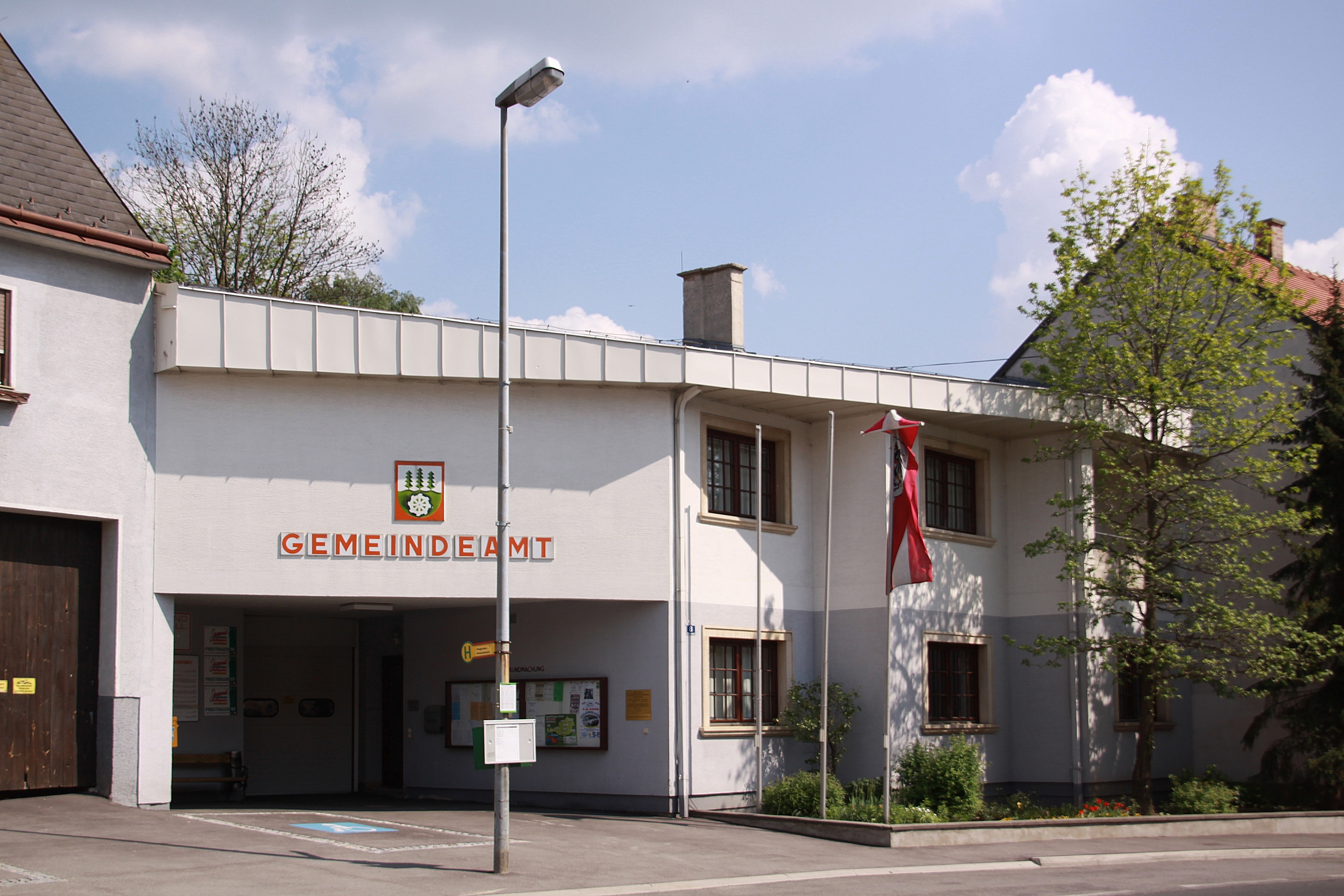
Gemeindeamt Sieggraben

Außer Bürgermeister Andreas Gradwohl (SPÖ) und Vizebürgermeister Anton Taschner (ÖVP) gehören Gerhard Bauer (ÖVP), Inge Pehm (SPÖ) und Sebastian Reisner (ÖVP) dem Gemeindevorstand an.

### Bürgermeister
Bürgermeister ist seit der Gemeinderats- und Bürgermeisterwahl 2017 Andreas Gradwohl (SPÖ), Vizebürgermeister ist seit 2022 Anton Taschner (ÖVP).

#### Chronik der Bürgermeister
| von Jahr  | bis Jahr  | Bürgermeister            |
| --------- | --------- | ------------------------ |
| 1945      | 1947      | Martin Schuh (ÖVP)       |
| 1947      | 1950      | Albert Taschner (ÖVP)    |
| 1950      | 1951      | Josef Reisner (ÖVP)      |
| 1951      | 1954      | Jakob Giefing (ÖVP)      |
| 1954      | 1955      | Josef Schuh (SPÖ)        |
| 1955      | 1967      | Dominikus Werfring (ÖVP) |
| 1967      | 1984      | Johann Plank (ÖVP)       |
| 1984      | 1992      | Willibald Schuh (ÖVP)    |
| 1992      | 2017      | Vinzenz Jobst (ÖVP)      |
| seit 2017 | seit 2017 | Andreas Gradwohl (SPÖ)   |

### Wappen
|  | Blasonierung: Im silbernen Schilde auf einem grünen, mit einem silbernen Schaufelrad belegten Dreiberg drei grüne Tannen wachsend, die mittlere mit fünf Asthöhen (vier Quirl und Wipfel), die beiden seitlichen (kleineren) mit vier Asthöhen (drei Quirl und Wipfel). Die bereits seit dem 17. Jahrhundert im Gemeindesiegel verwendeten Symbole (drei Tannen aus einem Dreiberg wachsend) erinnern an den im Wirtschaftsleben der Gemeinde jahrhundertelang relevanten Holzschlag und an die von alters her im Ort betriebene Köhlerei. Das Schaufelrad (Mühlrad) ist ein redendes Symbol, es bezieht sich auf den südlichen Ortsteil Mühlviertel. Im übertragenen Sinne kann das Mühlrad auch als Symbol für die im Ort etablierte gewerbliche Wirtschaft verstanden werden. Das Recht zum Führen dieses Wappens wurde am 14. September 1983 von der Burgenländischen Landesregierung verliehen. |

## Persönlichkeiten

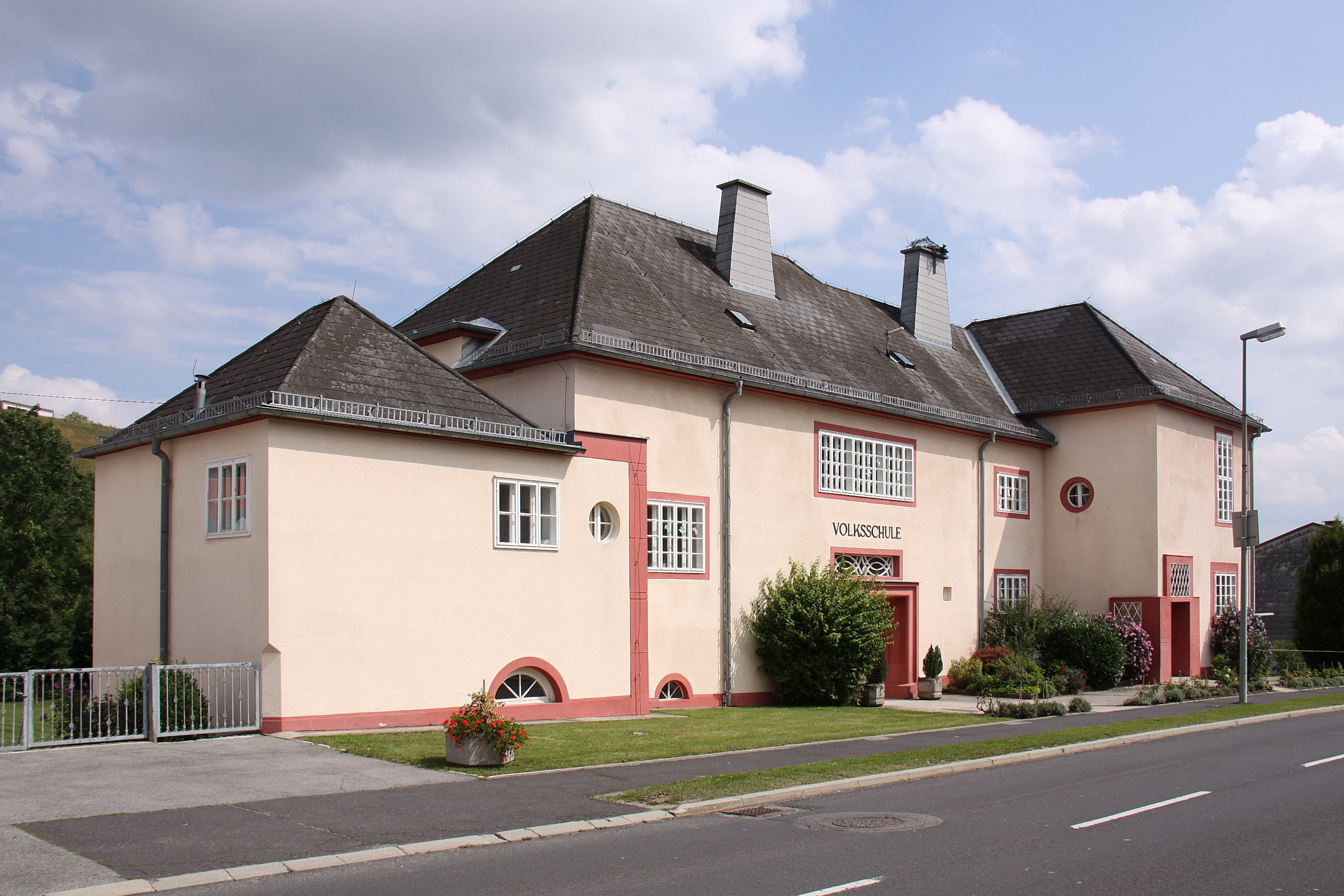
Die denkmalgeschützte Volksschule in Sieggraben

### Söhne und Töchter der Gemeinde
- Anton Friedl (* 1958), Verfahrenstechniker, Erfinder und Hochschullehrer
- Johannes Novak (* 1963), Biologe, Pharmazeut und Hochschullehrer
- Johann Werfring (* 1962), Historiker, Autor, Journalist, Kolumnist und Hochschullehrer

### Ehrenbürger der Gemeinde
- Otto von Habsburg (1912–2011) – ältester Sohn von Karl I., dem letzten Kaiser von Österreich und König von Ungarn, und seiner Frau Zita, somit von 1916 bis 1918 letzter Kronprinz von Österreich-Ungarn, von 1979 bis 1999 Mitglied des Europäischen Parlaments für die CSU, Journalist und Schriftsteller, 1922 bis 2006 Oberhaupt der Familie Habsburg-Lothringen[56]

Nachdem ihm die Gemeinde Ampass in Tirol am 6. Dezember 1931 das Ehrenbürgerrecht verliehen hatte, folgten bis zum Anschluss Österreichs an Hitler-Deutschland im Jahr 1938 weitere 1602 österreichische Gemeinden, darunter auch Sieggraben, diesem Vorbild. Die Ehrenbürgerschaft wurde zur teilweisen Gutmachung des aus Sicht der Gemeinde ungerechten Vorgehens gegen die gewesene Herrscherfamilie verliehen. Am 6. Mai 1934 wurde der im Exil befindliche Otto Habsburg-Lothringen nicht nur in Sieggraben, sondern in allen Gemeinden des Burgenlandes zum Ehrenbürger gemacht.
- Engelbert Dollfuß (1892–1934) – Österreichischer Politiker, Begründer der autoritären Staatsform des Ständestaats[56]

Auf dem Weg zum autoritären Ständestaat war die Vaterländische Front im Zuge der politischen Auseinandersetzungen bestrebt, Bundeskanzler Dollfuß als großen österreichischen Führer zu etablieren. Eine der Möglichkeiten, dieses Ziel zu erreichen, war, ihn in möglichst vielen österreichischen Gemeinden zum Ehrenbürger machen zu lassen. In Sieggraben erfolgte die Verleihung der Ehrenbürgerschaft an Engelbert Dollfuß am 6. Mai 1934, mithin kurz vor seiner Ermordung am 25. Juli 1934.
- Johann Werfring (1862–1934) – Gastwirt und Wohltäter der Gemeinde. Langjähriger Obmann und zuletzt Ehrenpräses der Freiwilligen Feuerwehr, Ehrenobmann des Gesangvereins „Eintracht“ sowie Spender der Kirchenorgel[61][62]
- Thomas van der Haude (1879–1960) – 42 Jahre Pfarrer in Sieggraben von 1918 bis 1960[56][63]
- Rudolf Komjati – ab 1903 Lehrer in Sieggraben und bis 1938 Volksschuldirektor, Gründer des Männergesangvereins „Eintracht“, Gründer der Siegrabener Blasmusikkapelle und deren Kapellmeister, Leiter des Kirchenchors und Kantor in der römisch-katholischen Pfarrkirche Sieggraben[56][64]
- Johanna Steiner, geb. Höttinger (1902–1980) – Volksschullehrerin[56]
- Paul Steiner (1904–1979) – Volksschuldirektor[56]
- Dominikus Werfring (1913–1989) – Bürgermeister von 1955 bis 1967[65]
- Georg Fuchs (1912–1998) – ab 1945 langjähriger Gemeindearzt[56]
- Josef Prieler (1919–2006) – 23 Jahre Pfarrer in Sieggraben von 1960 bis 1983[56]
- Rupert Löschnauer (1925–1995) – Volksschuldirektor und Multifunktionär[56]
- Johann Plank (1925–2019) – Bürgermeister von 1967 bis 1984[66]
- Willibald Schuh (* 1938) – Bürgermeister von 1984 bis 1992[56]
- Vinzenz Jobst (* 1953) – Bürgermeister von 1992 bis 2017[67]

### Ehrenringträger der Gemeinde
- Albert Taschner (* 1936) – Dem langjährigen SPÖ-Vizebürgermeister (1967–1985) wurde 1993 der Ehrenring der Gemeinde überreicht[68]
- Günter Engelbrecht (1942–2009) – Sekretär von Landeshauptmann Theodor Kery, dann Vorstand der Sozialabteilung beim Amt der burgenländischen Landesregierung, ab 1994 Bezirkshauptmann in Mattersburg[68]
- Josef Nebel (* 1935) – 14 Jahre Pfarrer in Sieggraben von 1983 bis 1997[69]
- Herbert Riegler (* 1950) – Langjähriger Obmann des Musikvereins und in vielerlei Hinsicht im sozialen Gefüge des Ortes aktiv[70]
- Manfred Grandits (* 1955) – 22 Jahre Pfarrer in Sieggraben von 1997 bis 2019[71]
- Johann Geißler (* 1951) – Langjähriger Obmann des Union Fußballclubs Sieggraben sowie mannigfaltig im sozialen Gefüge des Ortes aktiv[72]

### Ehrenspangenträger der Gemeinde
- Martha Reisner – Amtsleiterin des Gemeindeamtes Sieggraben von 1989 bis 2019[71]

### Ehrennadelträger der Gemeinde
- Johann Schmidl – 46 Jahre Bediensteter im Gemeindeamt Sieggraben von 1977 bis 2023[73]

### Personen mit Bezug zur Gemeinde

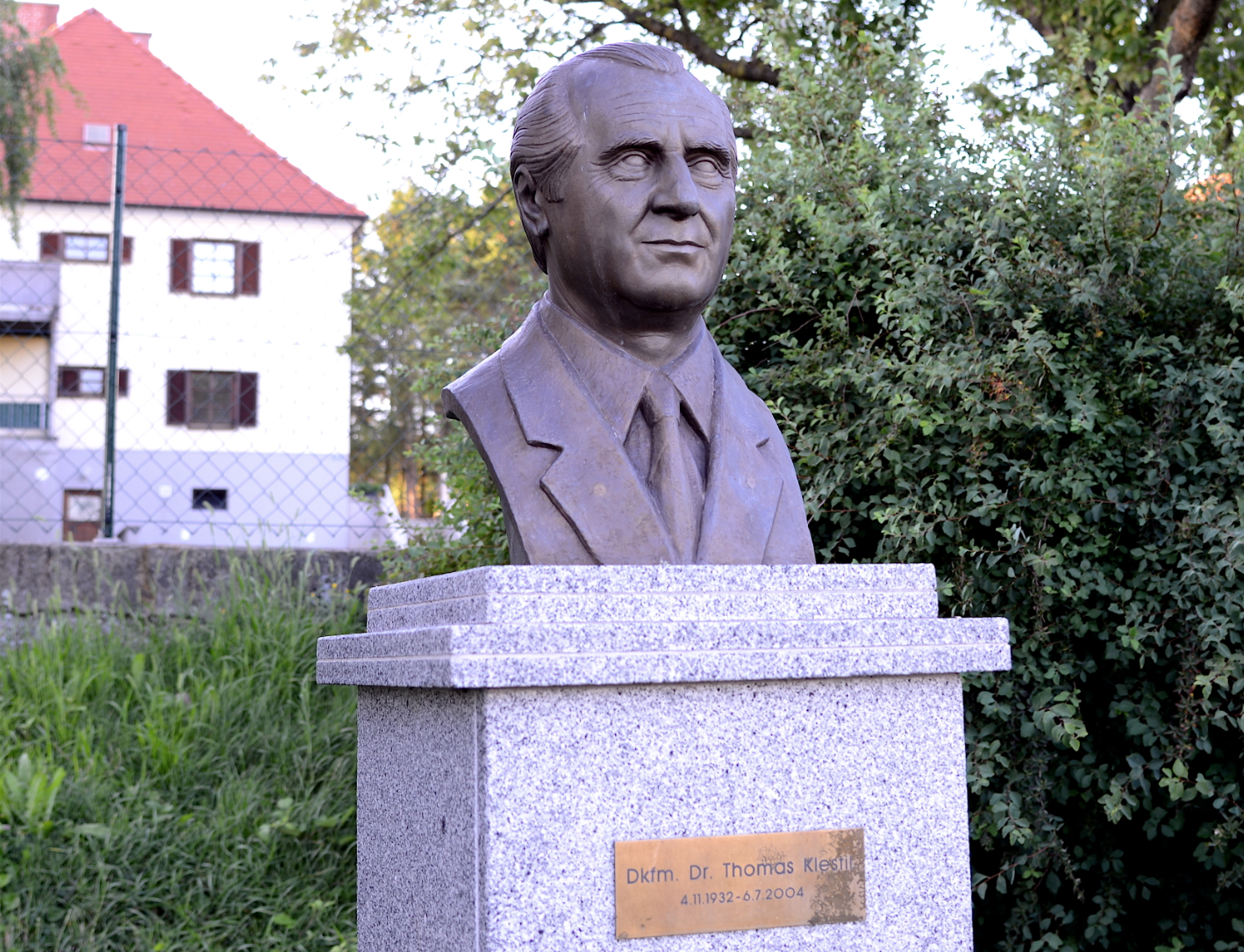
Denkmal für Thomas Klestil in Sieggraben

- Die ersten nachweisbaren Vorfahren von Ignaz Semmelweis, und zwar Jörg Semmelweis (* ca. 1670; † 25. Jänner 1725 in Sieggraben) und seine Ehefrau Kunigunde († 1706), lebten im 17./18. Jahrhundert in Sieggraben.[74][75][76]
- Dem österreichischen Bundespräsidenten Thomas Klestil, dem die Gemeinde in besonderer Weise verbunden war, wurde in Sieggraben am 6. September 2009 auf dem Dr. Thomas Klestil-Platz mit einer Bronzebüste ein Denkmal gesetzt.[77] Bereits zu dessen Lebzeiten hatte ihm die Gemeinde nach einstimmigem Beschluss des Gemeinderates aufgrund seiner Verdienste um das Land und den Ort Sieggraben den Dr. Thomas Klestil-Platz gewidmet. Dieser war am 17. Mai 2002 im Zuge der Feierlichkeiten zur ersten urkundlichen Erwähnung von Sieggraben eröffnet worden. Bundespräsident Thomas Klestil hatte gemeinsam mit seiner Ehefrau Margot Klestil-Löffler an den Feierlichkeiten und der Platzeröffnung teilgenommen.[78]
- Der Universitätsprofessor, Erfinder und Unternehmer Manfred Schrödl betreibt in Sieggraben ein Technisches Büro für Elektrotechnik. Er übernahm in der Gemeinde zudem gemeinsam mit seiner Ehefrau Gertrude Schrödl die Leitung der Ortsstelle des Volksbildungswerkes[79] und engagierte sich als Aufsichtsratsvorsitzender der Bio Fernwärme Sieggraben.[80][81]

## Galerie

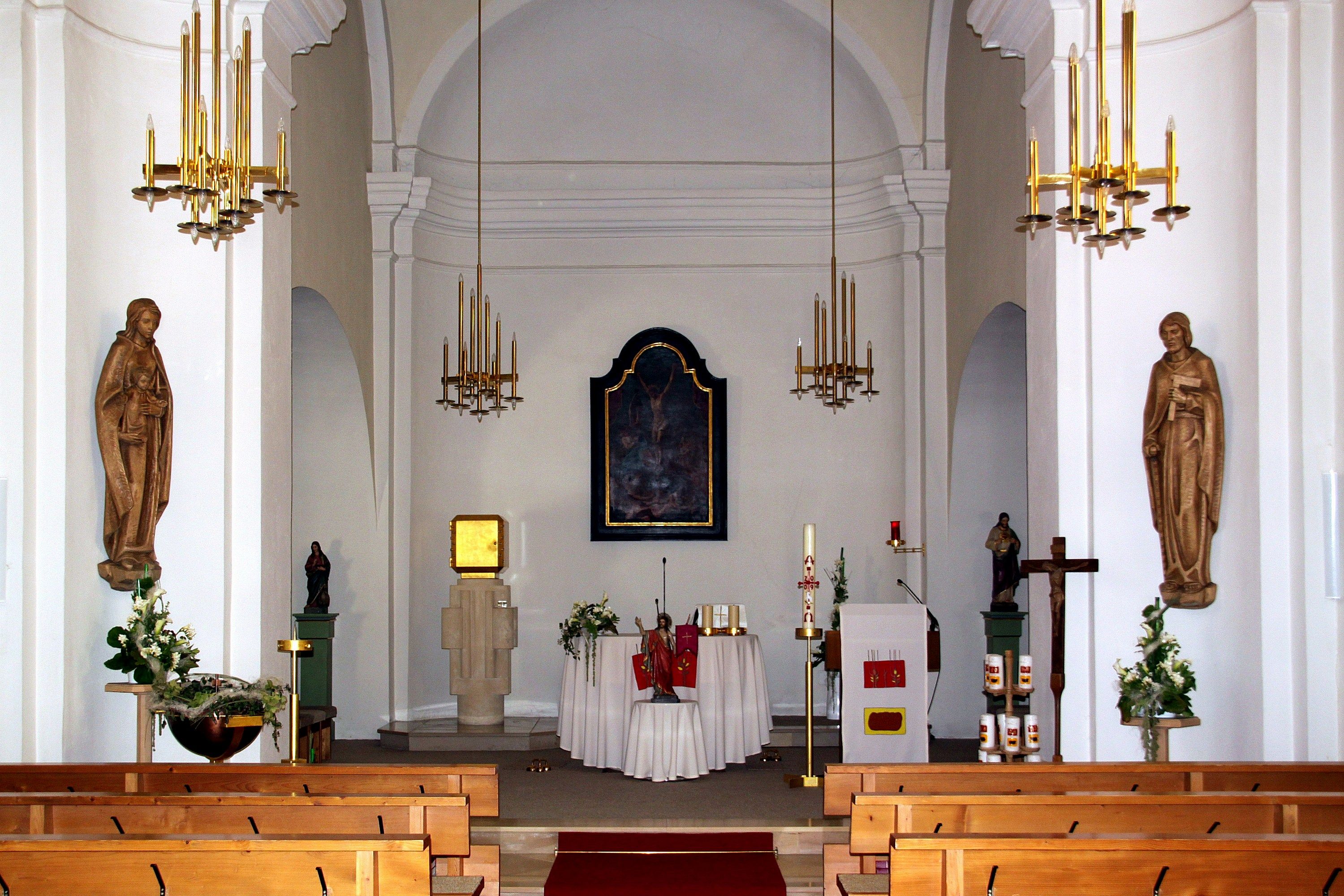
Innenansicht der katholischen Pfarrkirche Zur Kreuzerhöhung in Sieggraben
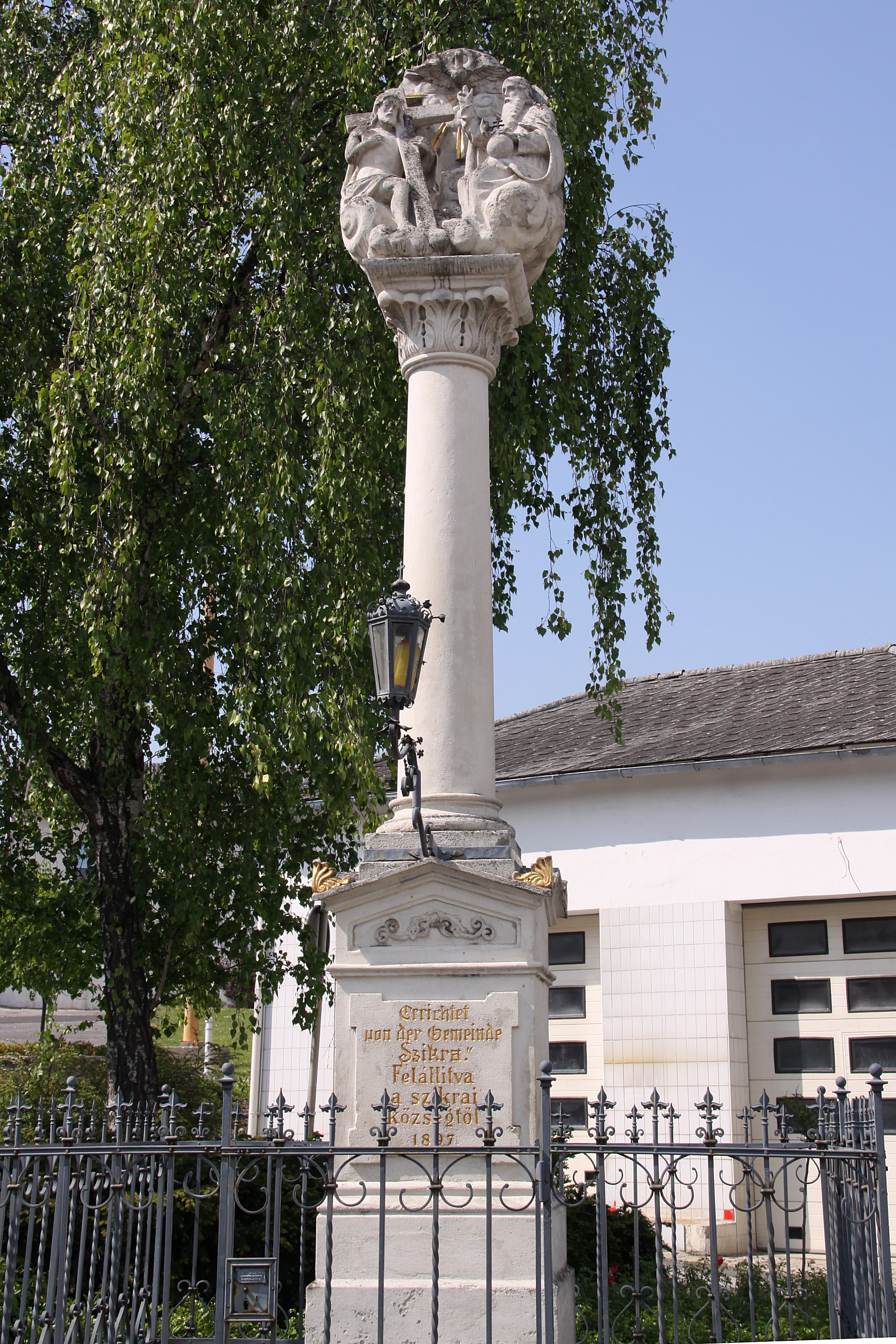
Dreifaltigkeitssäule
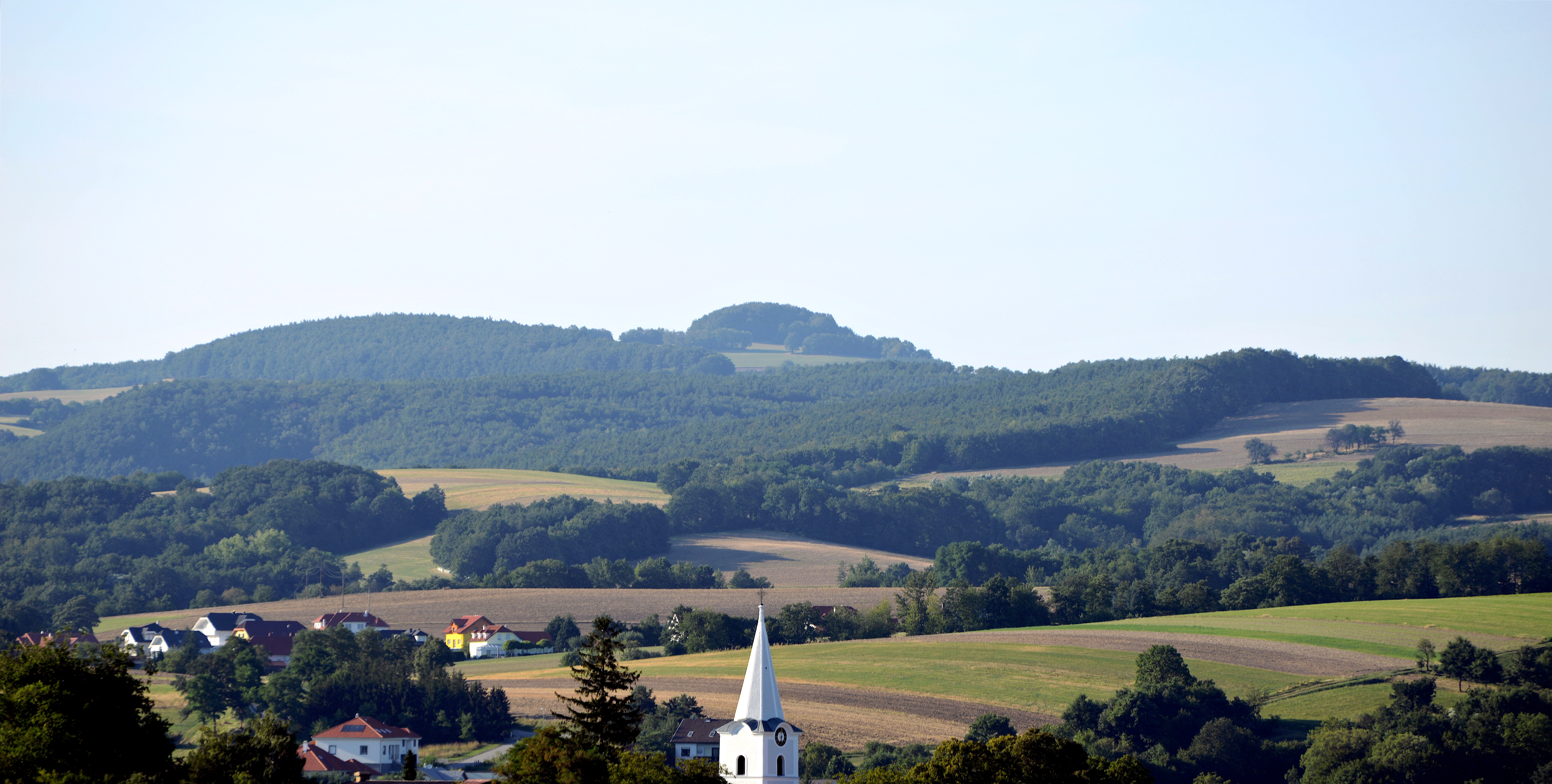
Sieggrabener Kogel (bewaldete Bergkuppe), im Vordergrund der Turm der römisch-katholischen Pfarrkirche Kobersdorf
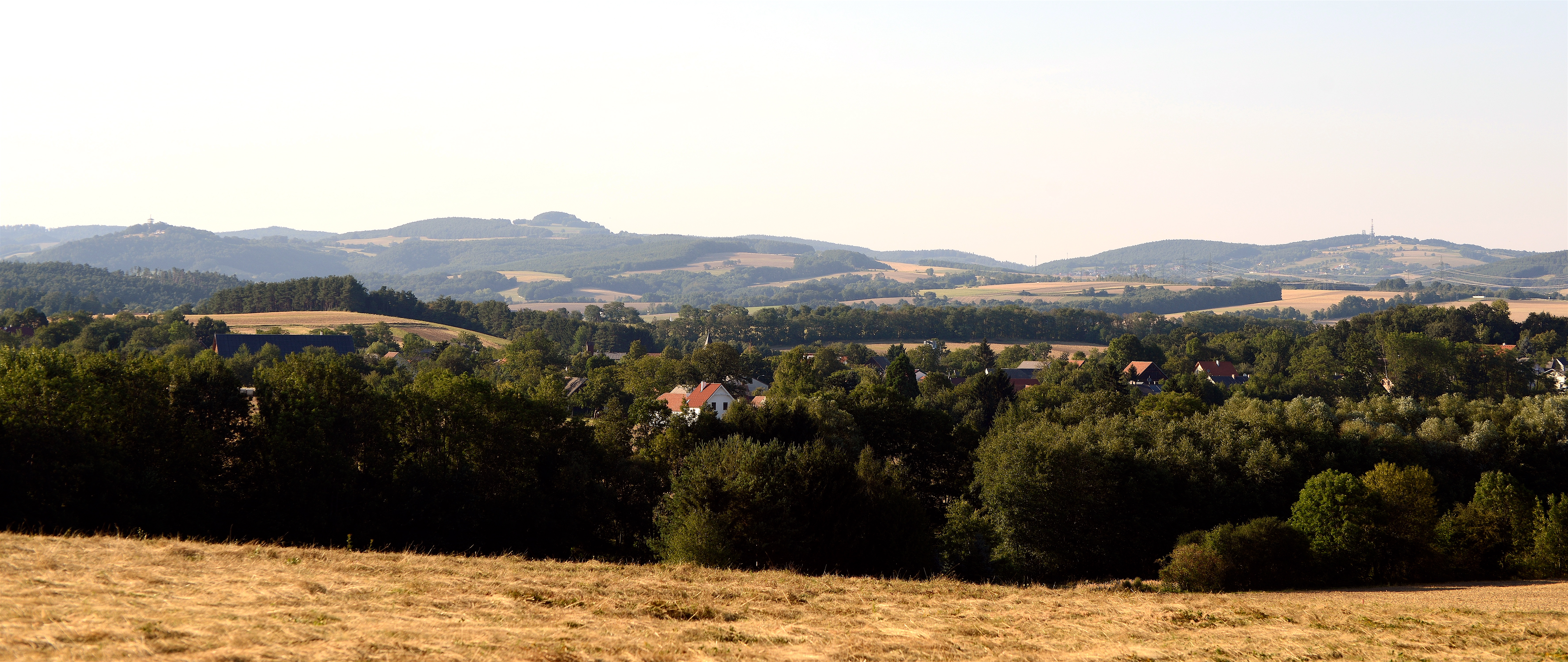
Anhöhe von links nach rechts: Schwarzenbacher Burgberg mit dem Aussichtsturm, Sieggrabener Kogel, Sieggrabener Sattel und Brenntenriegel
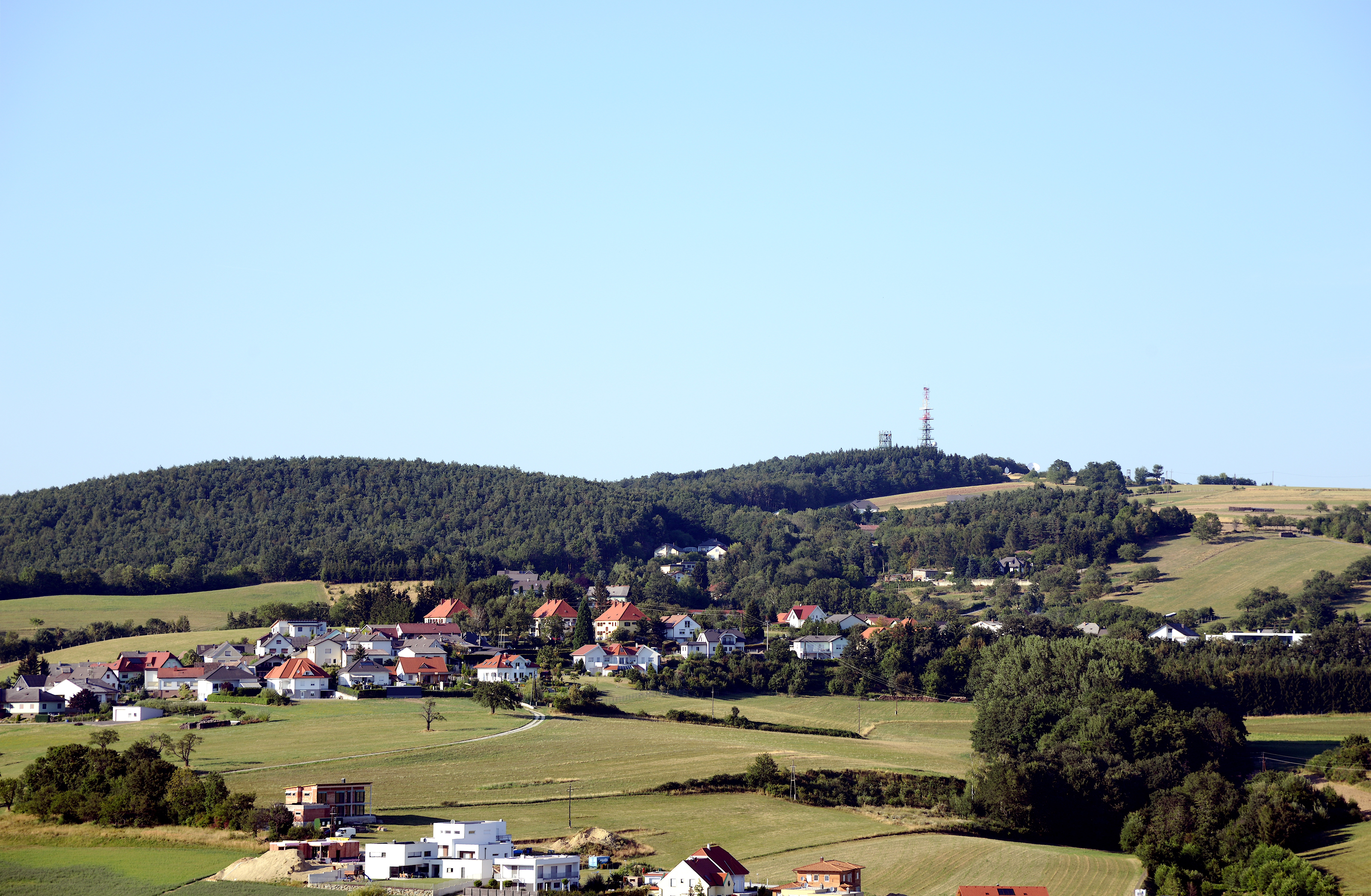
Der Brenntenriegel mit der Sendeanlage, links davon der bewaldete Stadelberg, davor der Sieggrabener Ortsteil Anger
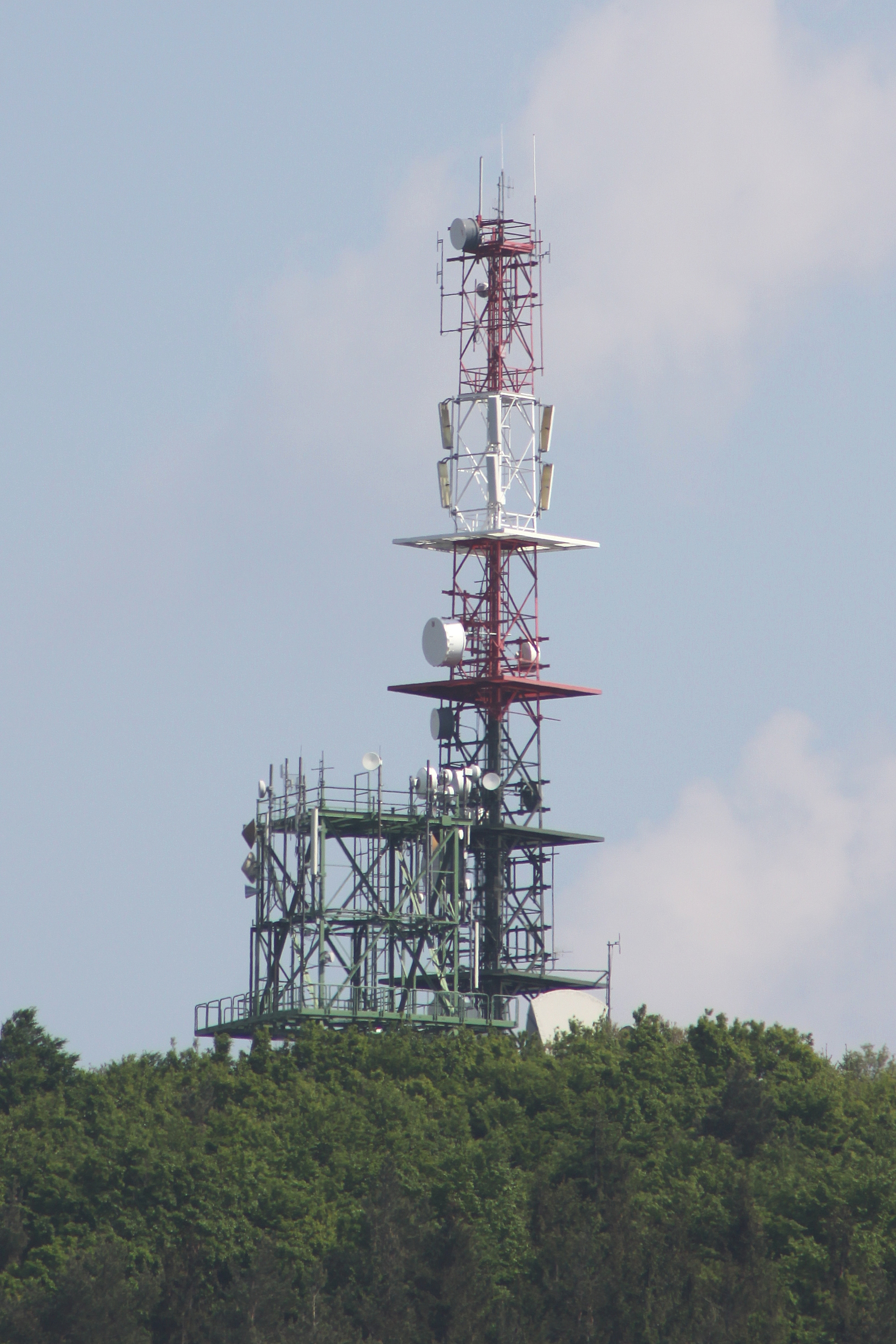
Mobil- und Richtfunksender Brenntenriegel